# Três Corações
Três Corações er en kommune i den sydlige del af brasilianske delstat Minas Gerais i regionen Sudeste.
I 2013 var byen befolkning omkring 80.000, hvilket gør den til en af de største i den sydlige del af Minas Gerais.
Byen er kendt for at være hjemby for den brasilianske fodboldspiller Pelé.